# Герен (град)
Вижте пояснителната страница за други значения на Герен.
Герен (на немски: Gehren) е град в окръг Илм-Крайс в Тюрингия, Германия с 3827 жители (към 31 декември 2015). Намира се на ок. 8 km източно от град Илменау.
За пръв път е споменат в документ през 1299 г.

## Личности
- Йохан Михаел Бах I (1648 – 1694), композитор, е градски чиновник в Герен
- Мария Барбара Бах (1684 – 1720), първата съпруга на композитора Йохан Себастиан Бах, е родена в Герен.